# トニー・ボーン
"タフ" トニー・ボーン（ "Tough" Tony Borne、本名：Anthony Wayne Osborne、1926年7月13日 - 2010年8月27日）は、アメリカ合衆国のプロレスラー。オハイオ州コロンバス出身。
太平洋岸北西部を主戦場に、シュートにも強いヒールのラフファイターとして活躍した。日本には未参戦だったが、その風貌や肉体から「ゴリラ男」の異名を付けられた。
ドインク・ザ・クラウンのギミックで活躍した "マニアック" マット・ボーンは実子である。

## 来歴
ハイスクールから海軍を通してレスリングで活躍後、地元オハイオ地区のプロモーターだったアル・ハフトにスカウトされ、1952年にデビュー。1953年下期にはメキシコのEMLLにおいて、ブルー・デモンやエル・サントとも対戦している。オハイオ地区ではグレート・マレンコのパートナーとなり、ロシア人ギミックのイワン・ボルノフ（Ivan Bornov）としても活動していた。
1950年代後半より、本名を簡略化したトニー・ボーン（Tony Borne）にリングネームを定着させ、長年の主戦場となるオレゴンおよびワシントン地区のパシフィック・ノースウエスト・レスリング（PNW）に参戦。1959年から1960年にかけては、当時パット・オコーナーが保持していたNWA世界ヘビー級王座にも度々挑戦した。
1960年11月2日、PNWのフラッグシップ・タイトルであるNWAパシフィック・ノースウエスト・ヘビー級王座をソルダット・ゴーリキから奪取。以降、1963年8月29日にビリー・ホワイト・ウルフ、同年9月20日にカーティス・イヤウケア、1964年4月10日にザ・デストロイヤー、1966年12月16日にパット・パターソン、1967年1月5日にポール・ジョーンズ、同年5月29日にリッパー・コリンズを破り、同王座を通算9回獲得した。
その間、1962年上期に中西部のネブラスカ州オマハにおいて、バーン・ガニアのオマハ版世界ヘビー級王座（後のAWA世界ヘビー級王座）に3回挑戦。PNWでは1966年、ジン・キニスキーのNWA世界ヘビー級王座に2回挑戦している。
他地区ではダラスやヒューストンなどテキサス東部において、同じ悪相ヒールのブル・カリーを相手に、1960年から1964年にかけてブラスナックル王座を巡る抗争を展開した。1964年8月21日にはキラー・カール・コックスからも同王座を奪取している。テキサスではルー・テーズとも度々対戦した。カナダのバンクーバーではジョン・トロスとタッグを結成、ドン・レオ・ジョナサン&ヘイスタック・カルホーンやダッチ・サベージ&ドン・ジャーディンなどのチームを相手に、同地区認定のNWA世界タッグ王座およびNWAカナディアン・タッグ王座を争った。
主戦場のPNWでは1960年代後半より "ムーンドッグ" ロニー・メインとの狂乱コンビで活躍。ディーン・ホー&ジョニー・コスタス、クルト・フォン・スタイガー&カール・フォン・スタイガー、スタン・スタージャック&トニー・マリノ、ロジャー・カービー&ラリー・ピッチフォード、ミスター・フジ&ハル佐々木、ロイヤル・カンガルーズ（ノーマン・フレデリック・チャールズ3世&ロード・ジョナサン・ボイド）などのチームを下し、NWAパシフィック・ノースウエスト・タッグ王座を1972年にかけて再三奪取している。
以降もPNWを本拠地に、1974年にはマティ鈴木、キラー・カール・クラップ、ミスター・セキなどと対戦。1970年代後半からはセミリタイア状態となるも、ジェシー・ベンチュラやロディ・パイパーとも対戦した。キャリア末期の1981年には息子のマット・ボーンとタッグを組み、バディ・ローズ&リップ・オリバーと抗争した。
引退後は不動産業者に転身。1997年にはプロレス界における功績を称え、プロレスラーのOB会 "Cauliflower Alley Club" から表彰された。
2010年8月初旬に心臓ペースメーカーの植込み手術を受けたが、同月27日に死去した。84歳没。

## 獲得タイトル
パシフィック・ノースウエスト・レスリング
- NWAパシフィック・ノースウエスト・ヘビー級王座：9回[8]
- NWAパシフィック・ノースウエスト・タッグ王座：19回（w / エド・フランシス（英語版）、シャグ・トーマス（英語版）×2、パット・パターソン、"ジ・アラスカン" ジェイ・ヨーク、プロフェッサー・ヒロ、ミスター・フジ、ムーンドッグ・メイン×11、ザ・スカル）[15]

サウスウエスト・スポーツ・インク
- NWAテキサス・ブラスナックル王座：4回[11]
- NWA世界タッグ王座（テキサス東部版）：1回（w / イワン・ザ・テリブル）[20]
- NWAテキサス・タッグ王座：1回（w / ダニー・マクシェイン、ドン・マノキャン）[21]

NWAオールスター・レスリング
- NWA世界タッグ王座（バンクーバー版）：1回（w / ジョン・トロス）[13]
- NWAカナディアン・タッグ王座（バンクーバー版）：1回（w / ジョン・トロス）[14]